# Republica Irlandeză
Republica Irlandeză (engleză Irish Republic, irlandeză Poblacht na hÉireann sau Saorstát Éireann) a fost un stat independent autoproclamat cu ocazia Insurecției de Paște din 1916 și ce a luat ființă în 1919 odată cu înființarea parlamentului Dáil Éireann. Existența statului a coincis cu desfășurarea Războiului Irlandez de Independență dintre Armata Republicană Irlandeză (IRA) și forțele Regatului Unit.
Republica și-a încetat existența odată cu intrarea în vigoare a Tratatului Anglo-Irlandez ce a format Statul liber Irlandez în 1922. O parte din forțele IRA și alte organizații afiliate nu au recunoscut noul stat și au continuat să își auto-atribuie autoritatea Republicii Irlandeze în special în perioada Războiului Civil din 1922-1923.